# Aeropuerto de Maribor
El Aeropuerto de Maribor (en esloveno: Letališče Edvarda Rusjana Maribor) (IATA: MBX, ICAO: LJMB) es el segundo aeropuerto más grande de Eslovenia, situado en la ciudad de Maribor. 
Está localizado a pocos kilómetros del sur de la ciudad de Slivnica. El aeropuerto cuenta actualmente vuelos regulares y de chárter a varios destinos costeros.
Cuando Eslovenia formaba parte de Yugoslavia, el aeropuerto sirvió regularmente como base de la aerolínea JAT, conectando principalmente Belgrado con la costa adriática croata. Más tarde, el aeropuerto fue utilizado por la aerolíneas nacionales Slovenian Spirit y Styrian Spirit, que ofrecían vuelos regulares a París y Salzburgo hasta 2006, ya que se año se produjo la quiebra de la aerolínea Styrian. 
El 8 de marzo de 2007, la aerolínea irlandesa Ryanair anunció que iniciaría vuelos entre el aeropuerto de Londres-Stansted y Maribor en junio de ese mismo año, con un ritmo de 3 veces a la semana. Las expectativas que desarrolló este servicio incluyeron un posible aumento en la exploración turística de la región, que tiene un gran potencial económico durante todo el año. Dicho servicio comenzó el 7 de junio y finalizó el 27 de marzo de 2008.
En la actualidad, el aeropuerto es utilizado por Aurora Airlines, para aparcar sus aviones en este. Actualmente uno de los tres aviones de Aurora Airlines, está estacionado en el aeródromo de Maribor.

## Aerolíneas y destinos
- Aurora Airlines (Pristina)
- Tunis Air (Monastir)

## Conexión de transportes con el aeropuerto
El aeropuerto de Maribor está situado cerca de la autopista A1 y de la futura autopista A4, que son de fácil acceso por carretera. Hay empresas de alquiler de automóviles con sede en el aeropuerto.